# Mystacides azureus
Mystacides azureus is een schietmot uit de familie Leptoceridae. De soort komt voor in het Palearctisch gebied.
De soort wordt gevonden in stromende wateren en bij soms droogvallende randen van meren. 
De larven leven op planten en ander organisch materiaal. Ze eten plantaardig materiaal en soms ook kleine geleedpotigen. De larve overwintert.
De imagines hebben een lichaamslengte van 6 tot 7 millimeter, de antennes zijn nog eens twee keer zo lang. De vleugels zijn blauwzwart. Ze vliegen in zwermen overdag van mei tot oktober in waarschijnlijk twee jaarlijkse generaties. 